# Team Home-Jack & Jones/1999
Deze pagina geeft een overzicht van de Team Home-Jack & Jones-wielerploeg in 1999.

## Algemeen
Sponsor: home a/s (makelaar), Jack & Jones (kledingwinkel)
Algemeen manager: Torben Kølbæk
Ploegleiders: Alex Kjeld Pedersen, Per Johnny Pedersen, Christophe Desimpelaere
Fietsmerk: Peugeot

## Renners
| Naam                  | Geboortedatum | Nationaliteit | Ploeg 1998            |
| --------------------- | ------------- | ------------- | --------------------- |
| Christian Andersen    | 18-06-1967    | Denemarken    |                       |
| Michael Blaudzun      | 30-04-1973    | Denemarken    | Team Deutsche Telekom |
| Federico Colonna      | 17-08-1972    | Italië        | Asics-C.G.A.          |
| Marc Strange Jacobsen | 08-02-1972    | Denemarken    |                       |
| René Jørgensen        | 26-07-1975    | Denemarken    |                       |
| Mikael Kyneb          | 05-03-1972    | Denemarken    |                       |
| Nicolai Bo Larsen     | 10-11-1971    | Denemarken    | TVM-Farm Frites       |
| Danny Nelissen        | 10-11-1970    | Nederland     |                       |
| Michael Steen Nielsen | 15-02-1975    | Denemarken    |                       |
| Arvis Piziks          | 12-09-1969    | Letland       |                       |
| Michael Rosborg       | 15-03-1971    | Denemarken    |                       |
| Michael Sandstød      | 23-06-1968    | Denemarken    | Chicky World          |
| Juris Silovs          | 27-01-1973    | Letland       |                       |
| Jesper Skibby         | 21-03-1964    | Denemarken    |                       |
| Marc Streel           | 12-08-1971    | België        | Casino-Ag2r           |

## Belangrijke overwinningen
| Tour Down Under 1e etappe: Nicolai Bo Larsen Bergklassement: Christian Andersen Ploegenklassement Vierdaagse van Duinkerken 5e etappe: Michael Sandstød Eindklassement: Michael Sandstød GP Herning Michael Sandstød Ronde van Luxemburg 5e etappe: Jesper Skibby Nationale kampioenschappen op de weg Denemarken, wegrit: Nicolai Bo Larsen Denemarken, individuele tijdrit: Michael Sandstød Denemarken, ploegentijdrit: Michael Steen Nielsen, Jesper Skibby Dekra Open Proloog: Michael Blaudzun | Ronde van het Waalse Gewest Proloog: Marc Streel 1e etappe: Mikael Kyneb Eindklassement: Mikael Kyneb Ronde van Denemarken 5e etappe: Michael Steen Nielsen Nationale kampioenschappen op de baan Denemarken, koppelkoers: Michael Sandstød Denemarken, achtervolging: Michael Sandstød Denemarken, ploegenachtervolging: Michael Sandstød, Michael Steen Nielsen Denemarken, puntenkoers: Michael Sandstød GP Jef Scherens Marc Streel |

1998 · 1999 · 2000 · 2001 · 2002 · 2003 · 2004 · 2005 · 2006 · 2007 · 2008 · 2009 · 2010 · 2011 · 2012 · 2013 · 2014 · 2015 · 2016